# José Luis Riccardo
José Luis Riccardo (Cañada Seca o Rufino, 4 de septiembre de 1961) es un profesor, físico y político radical argentino que ejerció como diputado de la Nación Argentina en representación de la provincia de San Luis entre 2013 y 2021. Previamente fue rector de la Universidad Nacional de San Luis, en la cual ejerció numerosos cargos como docente. Dirigente de la Unión Cívica Radical, Riccardo fue candidato a gobernador de San Luis en las elecciones provinciales de 2011, ubicándose en tercer puesto, y en las de 2015, en las cuales alcanzó el segundo lugar detrás de Alberto Rodríguez Saá.

## Primeros años
Riccardo nació el 4 de septiembre de 1961 en Argentina. Algunas fuentes citan su lugar de nacimiento en Cañada Seca, en el partido de General Villegas de la provincia de Buenos Aires, mientras que otras lo sitúan en Rufino, en la provincia de Santa Fe, ubicadas ambas localidades a tan solo 35 kilómetros de distancia. Cursó sus estudios primarios y secundarios en Rufino. Se trasladó a la provincia de San Luis en 1980, a la edad de 19 años, para cursar sus estudios en la Universidad Nacional de San Luis. Se recibió en 1985 con un título en Auxiliar de Física, alcanzando una licenciatura en 1988 y un doctorado en 1991, todos en la UNSL. Realizó también un postdoctorado en la Universidad Estatal de Pensilvania, Estados Unidos, entre 1994 y 1996.

## Carrera docente
Comenzó a ejercer como profesor titular después de recibirse, en la misma UNSL. Trabajó como investigador invitado y profesor en numerosas instituciones universitarias dentro y fuera de la Argentina y ocupó cargos administrativos en la Universidad Nacional de San Luis. Fue miembro del Consejo Superior de la Facultad de Ciencias Físico Matemáticas y Naturales entre 1998 y 2001, cuando resultó electo decano de la misma Facultad por el período 2001-2004, y reelegido por el período 2004-2007. Ese mismo año asumió como rector de la Universidad Nacional de San Luis por un mandato de tres años, para el que fue reelegido en 2010 y donde se mantuvo hasta poco antes de su asunción como diputado nacional por San Luis.

## Actuación política
Afiliado a la Unión Cívica Radical, Riccardo ganó las elecciones internas para ser candidato a gobernador del radicalismo en las elecciones provinciales de 2011. Sería la primera elección gubernativa desde 1999 en las que la UCR sanluiseña como tal participaría, pues se había abstenido en las dos anteriores convocatorias, permitiendo la victoria del gobernador Alberto Rodríguez Saá, del Partido Justicialista, con márgenes abrumadores. Riccardo mantuvo negociaciones con sectores del oficialismo justicialista nacional, dirigido por Cristina Fernández de Kirchner y opuesto a la conducción del peronismo puntano, para fundar un frente opositor provincial. Sin embargo, Riccardo rechazó la posibilidad de ser vicegobernador de una candidatura kirchnerista y declaró que su lugar como cabeza de la fórmula «no se negociaría». De este modo, la oposición puntana concurrió dividida entre el Frente para la Victoria y el Frente Unidos por San Luis, compuesto por la Unión Cívica Radical, el Movimiento Libres del Sur y el Partido Socialista. Riccardo se presentó como precandidato, con el kirchnerista disidente Facundo Andrés Endeiza como compañero de fórmula. Ambos frentes dirimieron internas en las elecciones Primarias, Abiertas, Simultáneas y Obligatorias (PASO) del 14 de agosto de 2011, mientras que el oficialismo, la alianza Compromiso Federal, presentó la candidatura unificada de Claudio Poggi.
En las primarias el binomio Riccardo-Endeiza, bajo la lista «San Luis Unido», se consagró como candidatura del Frente Unidos por San Luis con el 99,01% de los votos sobre la lista «Socialismo y Participación», que presentó al binomio Ernesto Abel Barrios-María Pereyra González y obtuvo solo 457 votos exactos. Riccardo se ubicó solo unos votos absolutos por detrás de Alfonso Hernán Vergés, que ganó la candidatura del Frente para la Victoria con un resultado similar. Riccardo no adhirió formalmente a la candidatura presidencial nacional del radical Ricardo Alfonsín, que concurría con la alianza Unión para el Desarrollo Social (UDESO) y evitó centrarse en cuestiones nacionales ante las altas probabilidades de reelección de la presidenta Cristina Fernández de Kirchner, prefiriendo una campaña «provincializada». Bajo el eslogan «Primero la Gente», centró gran parte de su discurso en resaltar su gestión como rector universitario y sostuvo que la misma podía adaptarse al ámbito de la gobernación provincial. Los comicios dieron una amplia victoria a Poggi, con el 57,81% de los votos, con Vergés en segundo lugar con el 25,46%. Riccardo se ubicó tercero con el 16,73% restante, lo que representó un leve crecimiento con respecto al 15,72% logrado por el «Frente Federal Cívico y Social» que habían integrado la UCR y un sector del kirchnerismo en las elecciones legislativas de 2009, pero una brusca caída con respecto al 27,65% de los votos que había obtenido la combinación entre dicho frente y el Acuerdo Cívico y Social, que incluía al Partido Socialista.
De cara a las elecciones legislativas de 2013, Riccardo concurrió como primer candidato a diputado nacional en la lista del Frente Progresista Cívico y Social, frente compuesto por la Unión Cívica Radical y el Movimiento Libres del Sur. Las elecciones tuvieron lugar el 27 de octubre con un triunfo de la lista Compromiso Federal, que llevaba como primeros dos candidatos a Berta Hortensia Arenas y Fernando Aldo Salino, con un 52,89% de los votos. Sin embargo, Riccardo logró acceder a la tercera banca en juego con el 23,55% de los votos positivos, asumiendo su cargo el 10 de diciembre del mismo año. Riccardo fue de este modo el primer opositor sanluiseño desde 1999 en obtener una banca en la Cámara de Diputados y el primer radical en acceder a un cargo parlamentario nacional en representación de San Luis después desde la derrota de Jorge Alfredo Agúndez en la elección al Senado de 2005. Riccardo fue el único diputado nacional opositor de San Luis hasta 2019, cuando resultó electo el también radical Alejandro Cacace.
Su posición como único radical sanluiseño representado en el Congreso le allanó el camino para ser electo presidente del Comité Provincia de la Unión Cívica Radical de San Luis, cargo que asumió en diciembre de 2016. Postuló nuevamente su candidatura a gobernador en las elecciones provinciales de 2015, por el frente Cambiemos (que a nivel nacional sostenía la candidatura presidencial de Mauricio Macri). Enfrentó nuevamente al justicialismo dividido, con Compromiso Federal presentando a Alberto Rodríguez Saá para un tercer mandato no consecutivo, y el Frente para la Victoria a Daniel González Espíndola. El compañero de fórmula de Riccardo fue Carlos Belletini. Aunque estuvo cerca de duplicar su porcentaje de votos con respecto a 2011 y consiguió ascender al segundo lugar con el 29,18% de los votos, Riccardo resultó derrotado por Rodríguez Sáa, que obtuvo el 56,31%.
Riccardo se presentó a la reelección como diputado en 2017, como candidato de una alianza entre Cambiemos y Avanzar San Luis, que postuló a Claudio Poggi para Senador Nacional. En las elecciones primarias de agosto, Riccardo, que encabezaba la lista «Unidad y Consenso por San Luis» obtuvo una amplia victoria derrotando en la interna a la lista «Movimiento de Recuperación y Cambio "99"» y además obtuvo la primera minoría de votos a nivel provincial con el 56,04% de los sufragios positivamente emitidos, infligiendo la primera derrota electoral al oficialismo provincial en dieciocho años. Sin embargo, en las elecciones generales de octubre, el resultado se invirtió totalmente y el Frente Unidad Justicialista, que lideraban los hermanos Rodríguez Saá, logró el triunfo con el 55,00% de los votos sobre el 43,01% de la lista Cambiemos. Sin embargo, Riccardo resultó reelegido para un segundo mandato como diputado.